# Едвард Ґуліч

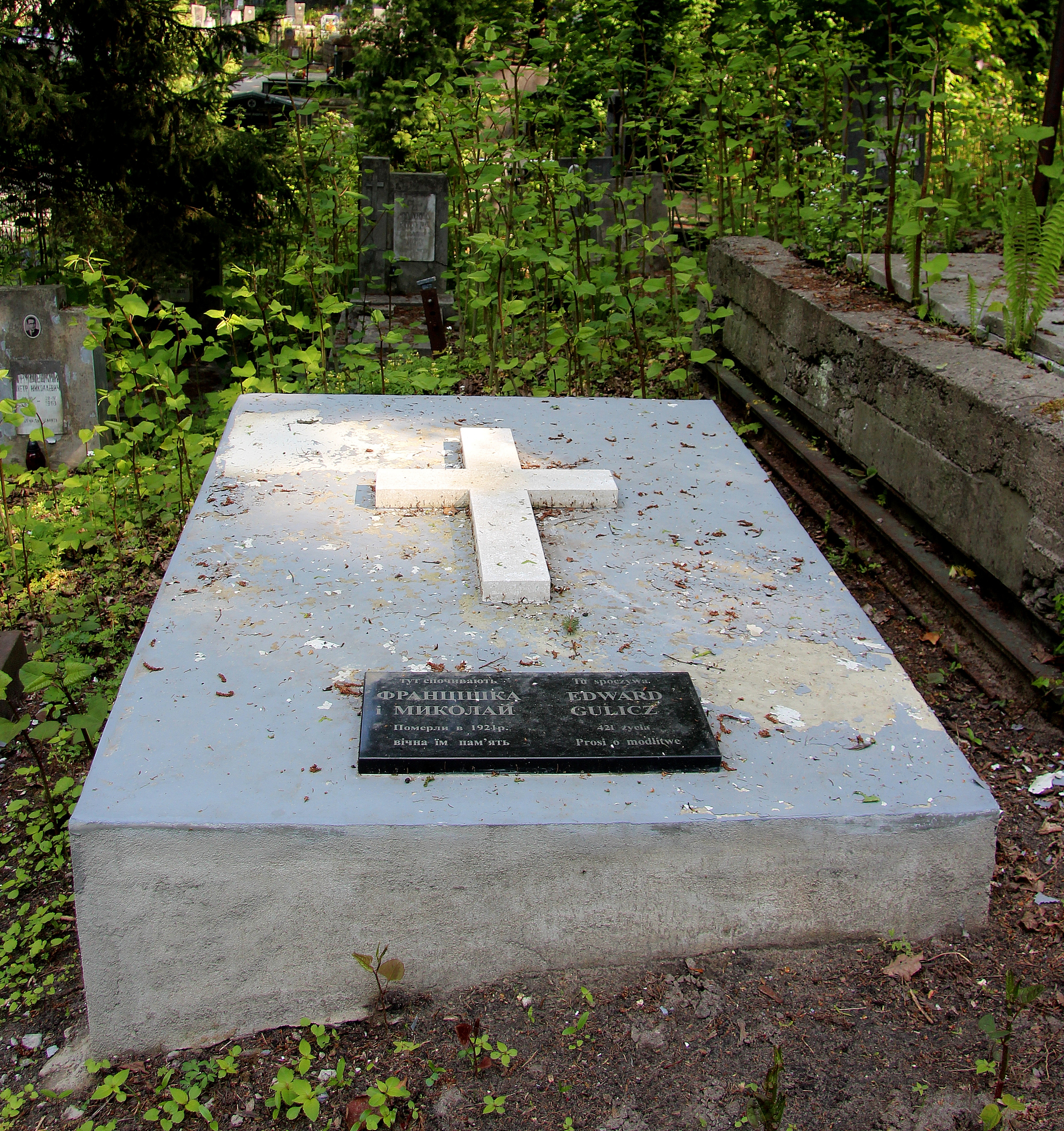

Едвард Ґуліч (пол. Edward Gulicz; нар. 25 вересня 1897, Львів — пом. 15 грудня 1944) — польський футболіст, згодом — футбольний суддя. Захисник, відомий виступами за «Поґонь» (Львів). Триразовий чемпіон Польщі (1922, 1923, 1925).
Розпочинав грати 1919 року в клубі львівських друкарів «Графіка».
Триразовий чемпіон Польщі (1922, 1923, 1925) у складі «Поґоні» (Львів). Сезон 1926 провів у «Лехії», а 1927—1930 — у «Графіці» (Львів). Впродовж 1931—1933 — у складі львівської команди «Олдбої».
На зламі 1920-х — 1930-х років був футбольним арбітром у польській найвищій лізі.
Похований на 42 полі Личаківського цвинтаря.